# 메만베쓰정
메만베쓰정(일본어: 女満別町)은 일본 홋카이도 아바시리 지청 관내 아바시리군에 속했던 정이다.

## 지리
- 아바시리 지청 동부에 위치한다.
- 총면적 159.02km2의 약 1/3은 아바시리호가 차지하고 있다.
- 북위 43도 54분, 동경 144도 10분, 홋카이도 오호츠크 지방에 위치한다. 고원과 아바시리강 유역의 저습지로 구성되어 있으며, 고지대(동부에 펼쳐진 고원)에서는 밭농사, 저지대(아바시리강 유역의 저습지)에서는 벼농사를 중심으로 농업이 발달해 있다.
- 아사히카와 아바시리와 아바시리를 잇는 국도 39호, JR 이시카와 본선이 마을 중심부를 통과한다. 또한, 마을 내에 위치한 메만베쓰 공항은 연간 100만 명 이상의 이용객이 방문한다.

## 역사
- 1921년 4월 1일 - 아바시리정 부분이 분촌해 메만베쓰촌이 탄생하였다.
- 1951년 4월 - 정으로 승격해 메만베쓰정이 되었다.

## 교통

### 공항
- 메만베쓰 공항 (연간 이용객이 100만 명이 넘는 공항을 보유하고 있다.)

### 철도
- 홋카이도 여객철도 세키호쿠 본선

### 도로
- 국도 39호선
- 국도 334호선